# Camille Fischbach
Pour les articles homonymes, voir Fischbach.
Camille Fischbach, né le 20 avril 1932 à Stiring-Wendel et mort le 19 mars 2020 à Ars-Laquenexy,, est un joueur de football français. Il évoluait au poste de gardien de but.

## Carrière
Camille Fischbach évolue de 1952 à 1956 au 1. FC Sarrebruck qui évolue en Oberliga Sud-Ouest. Après une année d'arrêt à la suite d'une blessure à la colonne vertébrale, il rejoint l'US Forbach en 1957. Il garde ensuite les cages de l'Olympique de Marseille de 1958 à novembre 1959, puis du FC Metz jusqu'en 1960. 

## Statistiques
Au cours de sa carrière, Camille Fischbach dispute 17 matchs en Division 1 et 64 matchs en Division 2.